# Station Denderleeuw

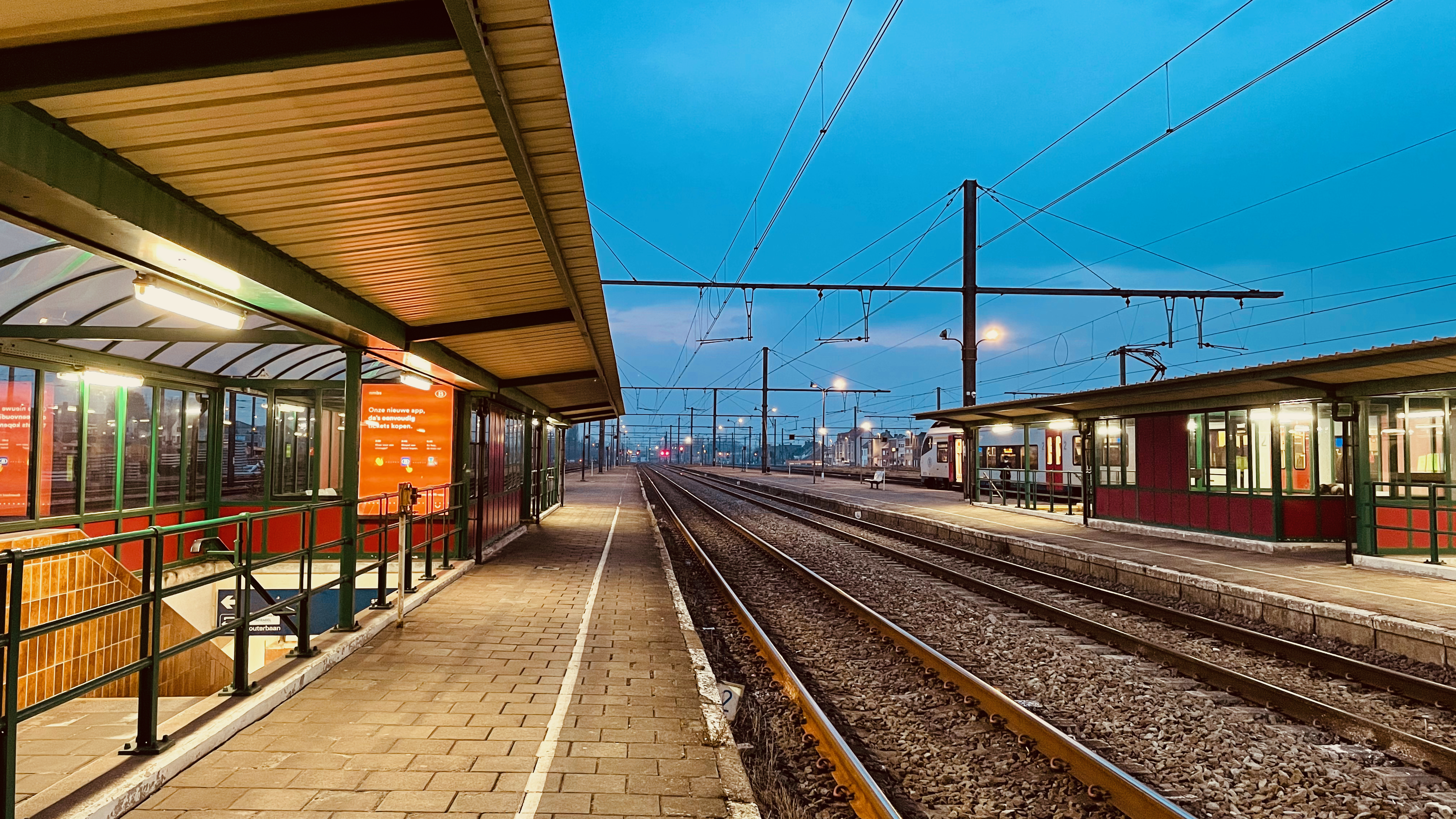
Zicht op de perrons

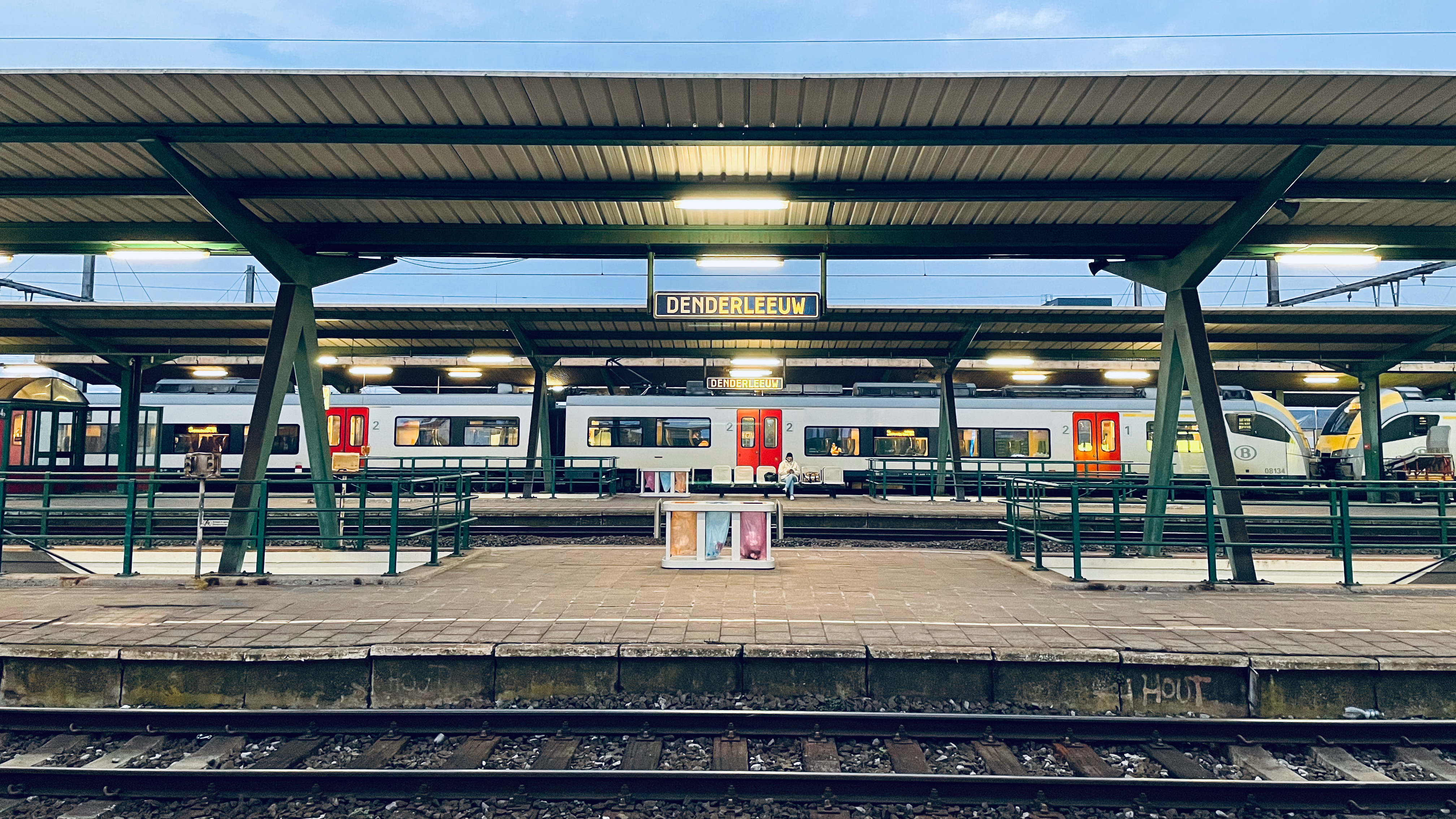
Naambord op een perron

Station Denderleeuw is een spoorwegstation langs spoorlijn 50 (Brussel - Gent), spoorlijn 89 (Kortrijk - Denderleeuw), spoorlijn 90 (Denderleeuw - Jurbeke) en een aftakking naar spoorlijn 50A (Oostende - Brussel) en sinds 2016 langs spoorlijn 50C (Denderleeuw - Brussel) in de gemeente Denderleeuw.
Het is het tweede drukste station van Oost-Vlaanderen, na Gent-Sint-Pieters, maar nog voor Sint-Niklaas, Aalst en Dendermonde. Naar Belgische rangorde staat het 14de. De reden waarom een station in een kleine gemeente als Denderleeuw zoveel reizigers lokt heeft te maken met de strategische locatie: het bevindt zich langs de spoorlijn 50 (Brussel - Gent) en spoorlijn 50A (Oostende - Brussel) vertrekt hier, maar van hier vertrekken tevens de lijnen 89 (Denderleeuw - Kortrijk), spoorlijn 90 (Denderleeuw - Geraardsbergen / Jurbeke) en sinds 2016 ook langs spoorlijn 50C (Denderleeuw - Brussel). Hierdoor is Denderleeuw een overstapstation bij uitstek.
Het station was tot einde 2003 een opstapplaats voor autoslaaptreinen richting Zuid-Frankrijk en Italië. In 2006 waren er plannen om weer autoslaaptreinen te laten stoppen in Denderleeuw, maar dit ging niet door.

## Geschiedenis
Denderleeuw kreeg voor het eerst een station in 1855 toen de spoorlijn Aalst-Geraardsbergen gereed kwam. Voor het ontwerp van alle stations op de lijn werd de beroemde architect Jean-Pierre Cluysenaar aangesproken. Cluysenaar trachtte zijn stations zo divers mogelijk uit te voeren, toch kunnen drie categorieën onderscheiden worden: de eenvoudige haltes, de plattelandsstations en de stadsstations. Te Denderleeuw werd gekozen voor een plattelandsstation, Denderleeuw was immers een relatief kleine gemeente. De architect probeerde zo veel mogelijk de Vlaamse vormen in zijn plannen op te nemen. Het stationsgebouw te Denderleeuw was uniek in vele opzichten: het had een grondplan van vijf delen en was opgebouwd rond een achthoekige donjon. In 1918 werd het vrijwel geheel vernield door de gelijktijdige ontploffing van 340 munitiewagens.
Na de oorlog werd het vervangen door een laagbouw onder een zadeldak. Tijdens de Tweede Wereldoorlog werd het station onder vuur genomen door de Duitse bezetter en de geallieerde troepen maar het leed geen onherstelbare schade. Uiteindelijk werd het in 1962 toch afgebroken en vervangen door het huidige stationsgebouw. Het is een strak, toentertijd erg modern ontwerp uitgetekend door F. Verbeemen. Het bestaat uit twee delen: een reizigersgedeelte (met onder andere loketten, wachtzaal en buffet) en een dienstgedeelte (seinhuis, technisch deel en het bureau van de stationschef). Het dienstdeel is ondergebracht in een groot monoliet blok, het ontwerp van het reizigersdeel doet meer denken aan de typische Expostijl van eind jaren 50.
In 2010 werd het nieuwe seinhuis geopend, het vervangt behalve het oude seinhuis van Denderleeuw ook de bestaande blokposten van Ninove, Aalst, Ternat, Geraardsbergen, Burst en Zottegem.
De NMBS is van plan om de perrons te vernieuwen en verlengen, met liften, nieuwe roltrappen, luifels, schuilhuisjes, windschermen, geluidsinstallaties, verlichting en sanitair, om zo ook de perrons toegankelijker te maken voor mensen met een beperkte mobiliteit. Ook zou er een nieuwe toegang komen aan de kant van het stationsplein. In februari 2021 werd de omgevingsvergunning hiervoor verleend. Op 19 april gingen de werken van start. Perron 1 is hierbij als eerste aan de beurt., sinds eind mei is spoor 9 en de uitwijksporen daarnaast buiten dienst gesteld in het kader van de werken aan het station.
Denderleeuw telt 9 sporen verdeeld over 5 perrons. Allen zijn overdekt, 100% verhard en uitgerust met minstens één wachtzaal (het perron tussen sporen 4 en 5 telt 2 wachtzalen). De perrons zijn via twee reizigerstunnels toegankelijk: de eerste tunnel, de oorspronkelijke loopt vanaf het loket tot spoor 9. Later is even ten noorden een tweede tunnel aangelegd die verder doorloopt; tot aan de overkant van de sporen. Dit zodat het station ook toegankelijk wordt vanaf de achterzijde. Tevens kunnen de perrons van hieruit met behulp van roltrappen bereikt worden. In 2009 moest de uitgang van deze onderdoorgang verlegd worden wegens de bouw van het nieuwe seinhuis.
Wagens kan men kwijt in een van de twee betaalparkings: vooraan het station aan het Statieplein zijn 344 beschikbare plaatsen. Deze parking wordt beheerd door de gemeente Denderleeuw. Aan de achterzijde aan de Kouterbaan is plaats voor nog eens 315 voertuigen. Hier is het beheer in handen van de NMBS-Holding. Vanwege dit gedeeld beheer mogen mensen die een abonnement voor een van de twee parkings hebben, geen gebruik maken van de andere.
Fietsenstallingen zijn er op verschillende plaatsen voor- en achteraan het station.

## Galerij

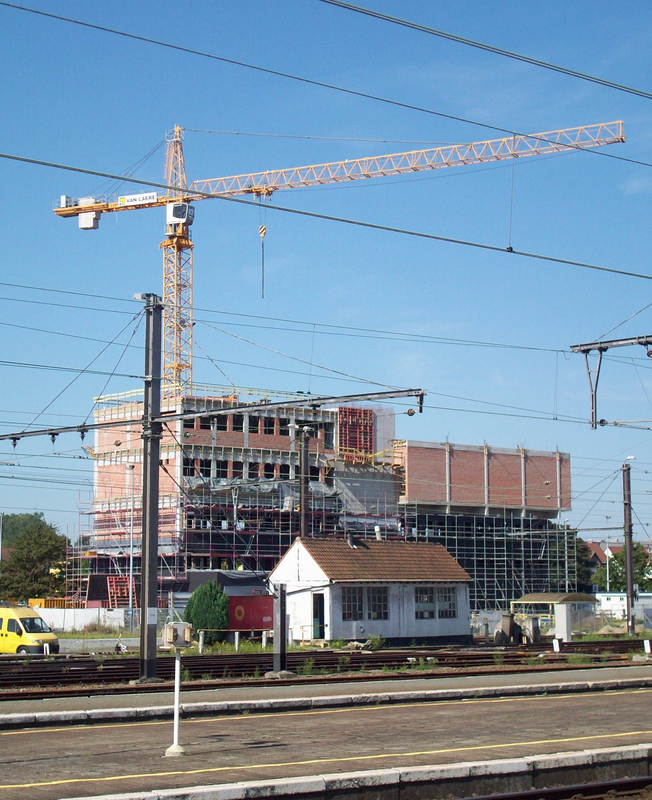
Seinhuis in aanbouw
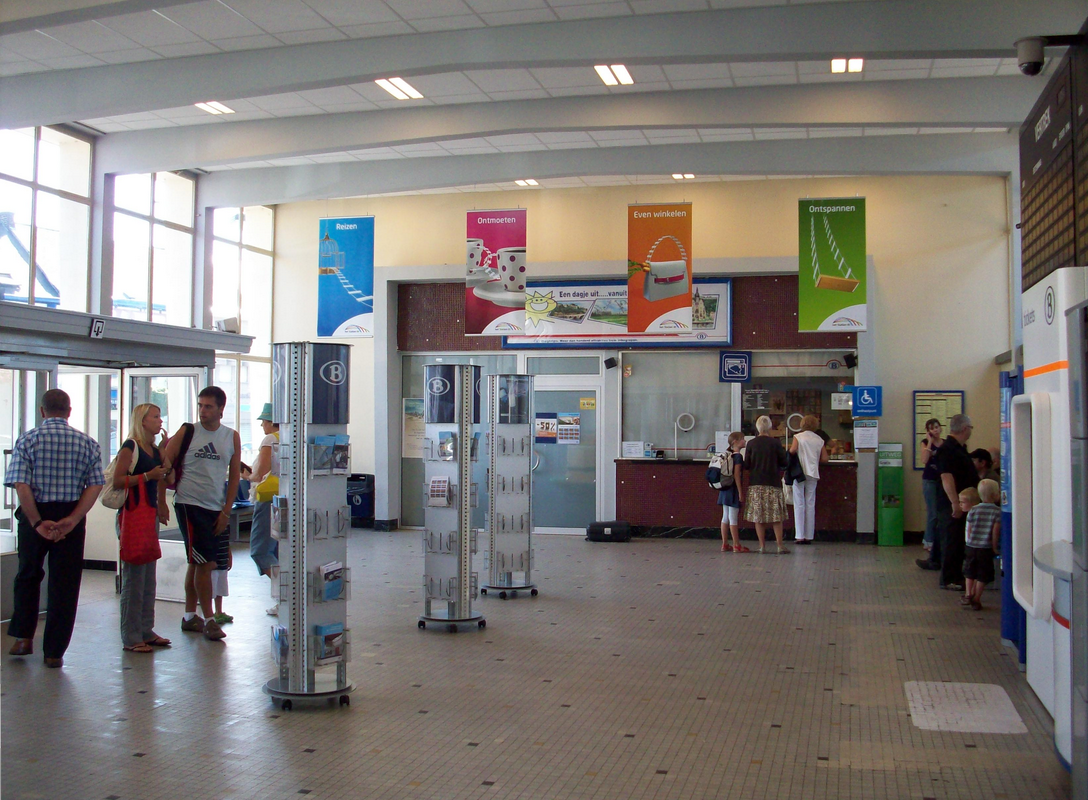
Lokethal
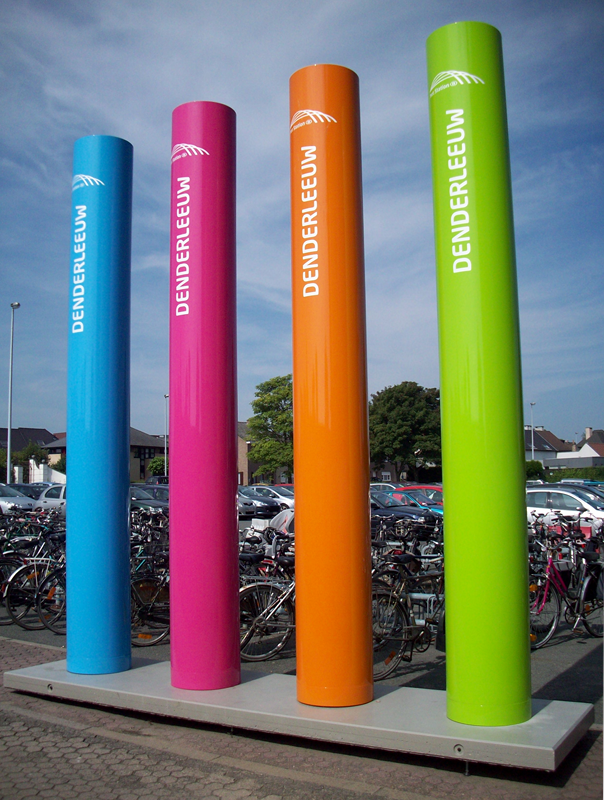
Veelkleurige totempalen in het kader van 'het Station'
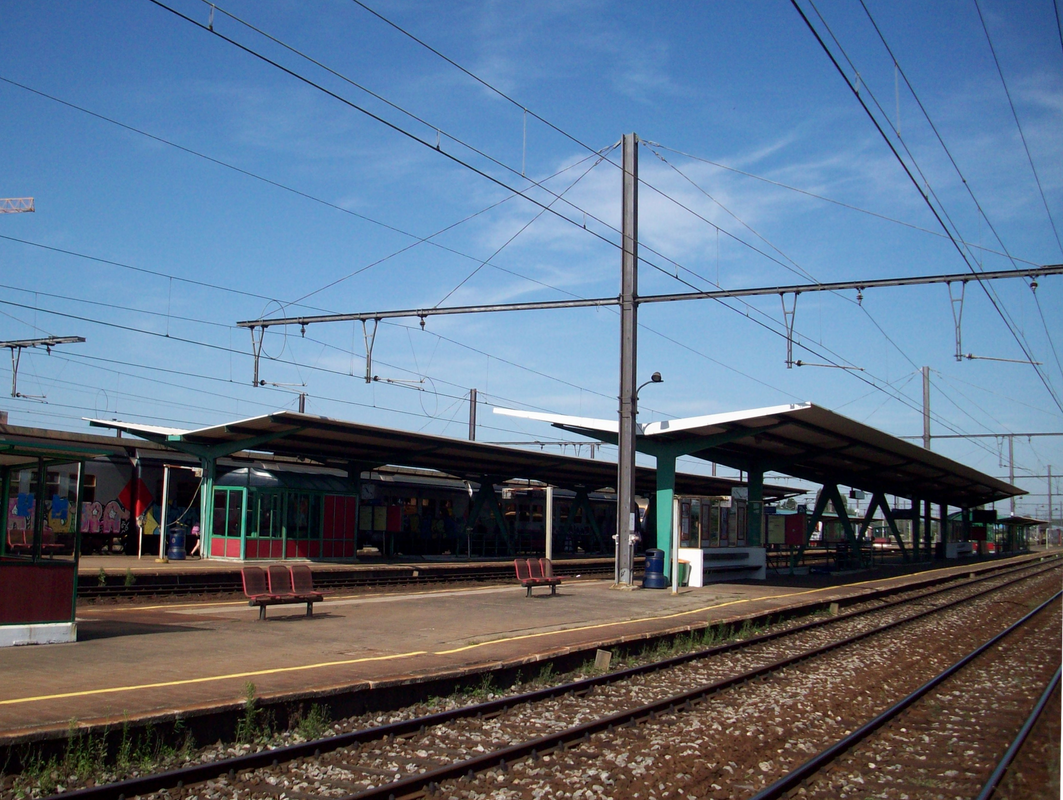
Zicht op de perrons
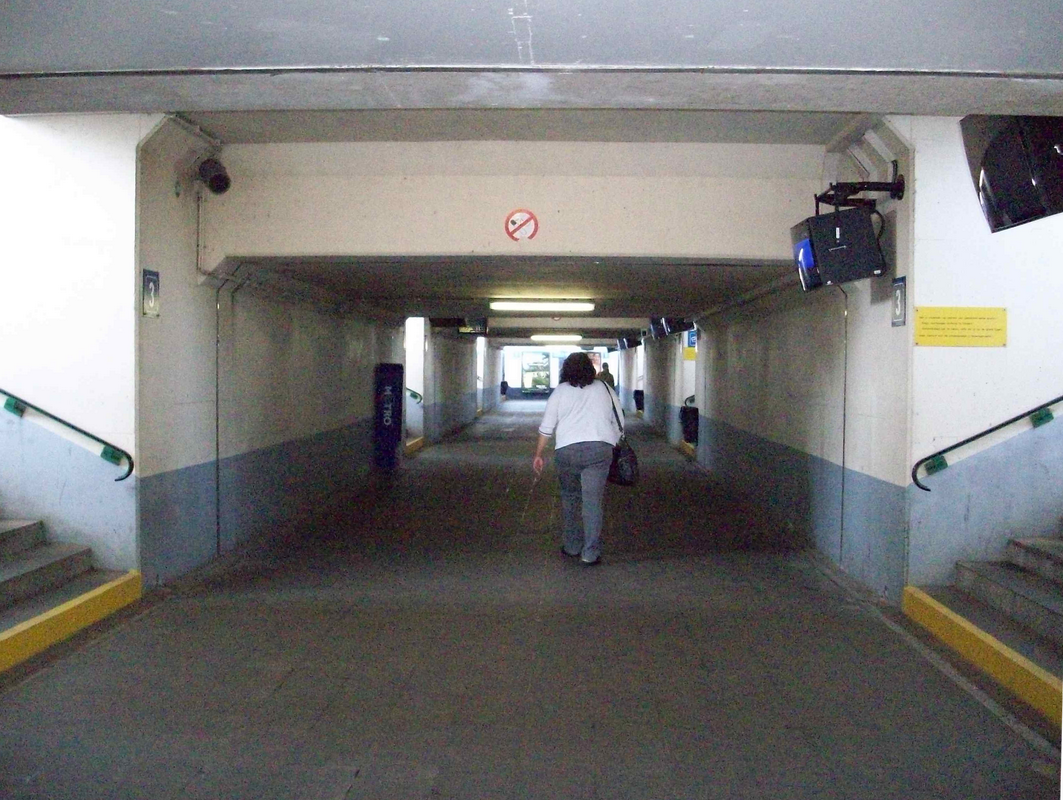
Eerste reizigerstunnel
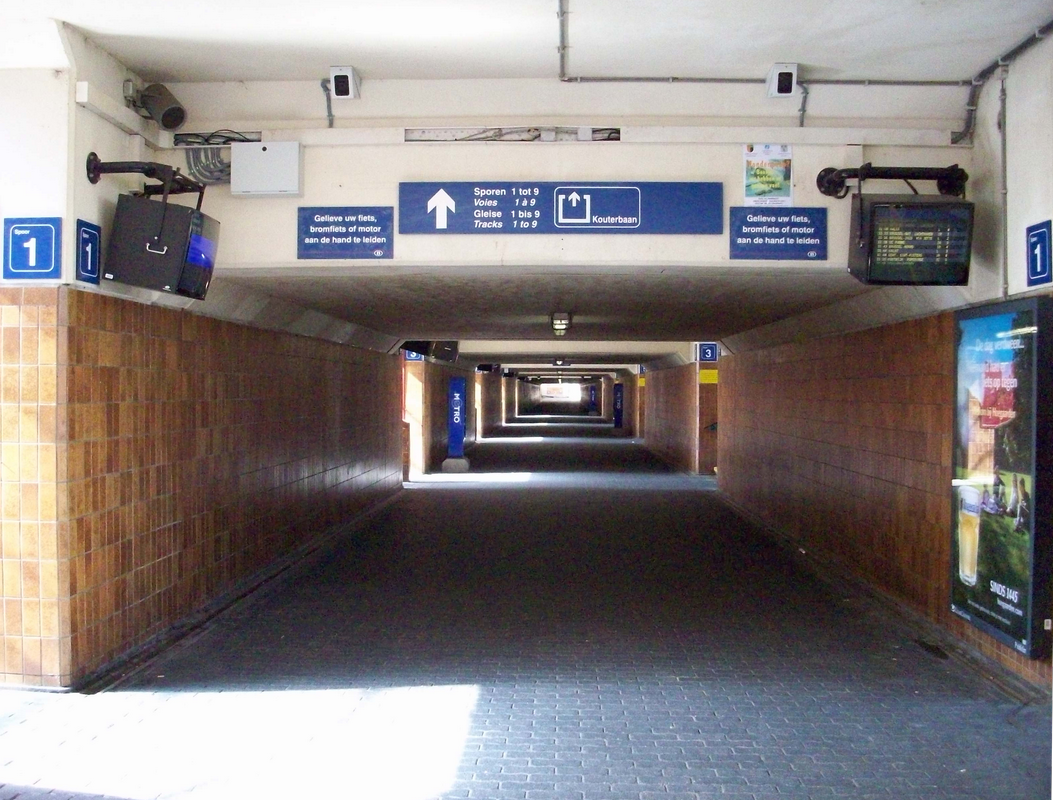
Tweede reizigerstunnel

## Treindienst
| Serie       | Treinsoort          | Route | Bijzonderheden |
| ----------- | ------------------- | --- | --- |
| IC 13       | Intercity (NMBS)    | Kortrijk – Denderleeuw – Brussel-Zuid – Schaarbeek                                                                  | Rijdt alleen op werkdagen, rijdt soms van/naar Brussel-Zuid. |
| IC 20       | Intercity (NMBS)    | Gent-Sint-Pieters – Aalst – Denderleeuw – Brussel-Zuid – [ Hasselt – Tongeren ] / [ Dendermonde – Lokeren ]         | Rijdt in het weekend Gent-Sint-Pieters - Lokeren. |
| IC 23       | Intercity (NMBS)    | Brussels Airport-Zaventem – Brussel-Zuid – Denderleeuw – Kortrijk – Brugge – Oostende                               | Stopt in het weekend bijkomend in Munkzwalm. |
| IC 29       | Intercity (NMBS)    | [ De Panne – ] Gent-Sint-Pieters – Aalst – Denderleeuw – Brussel-Zuid – Brussels Airport-Zaventem – Leuven – Landen | Rijdt in het weekend De Panne - Brussel-Noord. |
| S 3         | GEN (NMBS)          | [ Denderleeuw – ] Geraardsbergen – Brussel-Zuid – [ Dendermonde ] / [ Schaarbeek ]                                  | Rijdt tijdens de spits vanaf/naar Denderleeuw. Tijdens de spits extra ritten Geraardsbergen-Schaarbeek. Rijdt tijdens het weekend Denderleeuw-Brusssel-Noord.      |
| S 4         | GEN (NMBS)          | Aalst – Denderleeuw – Brussel-Schuman – Mechelen                                                                    | Rijdt alleen op werkdagen. |
| S 6         | GEN (NMBS)          | Zottegem – Denderleeuw – Geraardsbergen                                                                             | Rijdt alleen op werkdagen. Tijdens de spits een rit vanaf Oudenaarde.                                                                                              |
| S 8         | GEN (NMBS)          | Zottegem – Denderleeuw – Brussel-Zuid – Brussel-Schuman – Ottignies – Louvain-la-Neuve                              | Rit naar Zottegem rijdt niet in het weekend. Een rit rijdt dagelijks tussen Brussel-Zuid - Ottignies. Een rit rijdt dagelijks tussen Ottignies - Louvain-la-Neuve. |
| S 10        | GEN (NMBS)          | Dendermonde – Brussel-West – Brussel-Zuid – Denderleeuw – Aalst                                                     | Tijdens de spits extra ritten Aalst-Brussel-Zuid |
| P 7010/8010 | Piekuurtrein (NMBS) | [ Gent-Sint-Pieters – ] / [ Sint-Niklaas – Gent-Dampoort – ] Denderleeuw – Brussel-Zuid – Schaarbeek                | Rijdt alleen op werkdagen. Een trein vanaf Sint-Niklaas. |
| P 7920/8920 | Piekuurtrein (NMBS) | Geraardsbergen – Denderleeuw                                                                                        | Rijdt alleen op werkdagen. |
| P 7950/8950 | Piekuurtrein (NMBS) | Kortrijk – Denderleeuw – Brussel-Zuid – Schaarbeek                                                                  | Rijdt alleen op werkdagen. |
| P 7970/8970 | Piekuurtrein (NMBS) | Geraardsbergen – Denderleeuw – Gent-Sint-Pieters                                                                    | Rijdt alleen op werkdagen. |

## Reizigerstellingen
De grafiek en tabel geven het gemiddeld aantal instappende reizigers weer op een week-, zater- en zondag.
| Tabel: aantal instappende reizigers station Denderleeuw | Tabel: aantal instappende reizigers station Denderleeuw | Tabel: aantal instappende reizigers station Denderleeuw | Tabel: aantal instappende reizigers station Denderleeuw |
|                                                         | Weekdag                                                 | Zaterdag                                                | Zondag                                                  |
| ------------------------------------------------------- | ------------------------------------------------------- | ------------------------------------------------------- | ------------------------------------------------------- |
| 1977                                                    | 14 339                                                  | 2 475                                                   | 2 085                                                   |
| 1978                                                    | 14 310                                                  | 2 648                                                   | 2 236                                                   |
| 1979                                                    | 13 831                                                  | 2 566                                                   | 2 264                                                   |
| 1980                                                    | 14 284                                                  | 2 667                                                   | 2 853                                                   |
| 1981                                                    | 14 442                                                  | 2 793                                                   | 2 562                                                   |
| 1982                                                    | 15 804                                                  | 2 670                                                   | 2 374                                                   |
| 1983                                                    | 15 108                                                  | 2 503                                                   | 2 154                                                   |
| 1984                                                    | 14 748                                                  | 2 047                                                   | 1 656                                                   |
| 1985                                                    | 14 931                                                  | 2 393                                                   | 2 187                                                   |
| 1986                                                    | 12 353                                                  | 1 711                                                   | 1 243                                                   |
| 1987                                                    | 12 711                                                  | 1 806                                                   | 1 498                                                   |
| 1988                                                    | 13 174                                                  | 1 641                                                   | 1 386                                                   |
| 1989                                                    | 11 895                                                  | 1 499                                                   | 1 252                                                   |
| 1990                                                    | 10 629                                                  | 1 603                                                   | 1 071                                                   |
| 1991                                                    | 12 849                                                  | 1 311                                                   | 1 209                                                   |
| 1992                                                    | 12 390                                                  | 1 394                                                   | 1 039                                                   |
| 1993                                                    | 10 714                                                  | 1 183                                                   | 1 066                                                   |
| 1994                                                    | 10 772                                                  | 1 376                                                   | 1 195                                                   |
| 1995                                                    | 10 603                                                  | 1 182                                                   | 1 062                                                   |
| 1996                                                    | 11 707                                                  | 1 549                                                   | 1 060                                                   |
| 1997                                                    | 12 105                                                  | 1 445                                                   | 1 092                                                   |
| 1998                                                    | 11 430                                                  | 1 538                                                   | 1 337                                                   |
| 1999                                                    | 10 733                                                  | 1 313                                                   | 1 271                                                   |
| 2000                                                    | 10 316                                                  | 5 053                                                   | 4 996                                                   |
| 2001                                                    | 10 981                                                  | 1 982                                                   | 1 602                                                   |
| 2002                                                    | 11 064                                                  | 2 007                                                   | 2 015                                                   |
| 2003                                                    | 9 066                                                   | 1 966                                                   | 1 542                                                   |
| 2004                                                    | 9 988                                                   | 2 281                                                   | 2 039                                                   |
| 2005                                                    | 9 038                                                   | 1 986                                                   | 1 740                                                   |
| 2006                                                    | 8 942                                                   | 1 727                                                   | 1 566                                                   |
| 2007                                                    | 10 991                                                  | 2 486                                                   | 2 316                                                   |
| 2008                                                    | -                                                       | -                                                       | -                                                       |
| 2009                                                    | 9 309                                                   | 2 001                                                   | 1 689                                                   |
| 2010                                                    | -                                                       | -                                                       | -                                                       |
| 2011                                                    | -                                                       | -                                                       | -                                                       |
| 2012                                                    | 8 813                                                   | 1 993                                                   | 1 700                                                   |
| 2013                                                    | 9 058                                                   | 3 176                                                   | 2 807                                                   |
| 2014                                                    | 8 748                                                   | 1 759                                                   | 1 603                                                   |
| 2015                                                    | 9 494                                                   | 2 247                                                   | 2 156                                                   |
| 2016                                                    | 9 728                                                   | 1 716                                                   | 1 518                                                   |
| 2017                                                    | 9 753                                                   | 2 356                                                   | 1 775                                                   |
| 2018                                                    | 9 770                                                   | 1 781                                                   | 1 618                                                   |
| 2019                                                    | 11 196                                                  | 2 076                                                   | 1 843                                                   |
| 2020                                                    | 4 483                                                   | 1 539                                                   | 1 380                                                   |
| 2021                                                    | -                                                       | -                                                       | -                                                       |
| 2022                                                    | 10 060                                                  | 3 355                                                   | 2 885                                                   |
| 2023                                                    | 9 766                                                   | 3 533                                                   | 3 117                                                   |
| 2024                                                    | 9 416                                                   | 3 191                                                   | 2 634                                                   |

## Trivia
In maart 2017 vonden er opnames plaats van de Telenet- en VIER-dramareeks De Dag in de achterste reizigerstunnel en op de achterste reizigersparking aan de Kouterbaan.
0,0: Brussel-Noord ·
1,0: Koninklijk Station ·
2,4: Laken ·
3,2: Bockstael ·
4,1: Jette ·
7,6: Sint-Agatha-Berchem ·
8,9: Groot-Bijgaarden ·
11,0: Dilbeek ·
13,7: Sint-Martens-Bodegem ·
15,6: Ternat-Brusselsesteenweg ·
16,7: Ternat ·
20,3: Essene-Lombeek ·
21,9: Liedekerke ·
23,8: Denderleeuw ·
26,7: Erembodegem ·
29,7: Aalst ·
34,5: Lede ·
37,0: Serskamp ·
40,3: Schellebelle ·
43,1: Wetteren ·
46,9: Kwatrecht ·
49,5: Melle ·
52,6: Merelbeke ·
Ledeberg ·
55,6: Gent-Sint-Pieters
0,0: Denderleeuw ·
2,1: Welle ·
3,9: Haaltert ·
6,5: Ede ·
11,2: Burst ·
13,0: Terhagen ·
14,3: Herzele ·
16,0: Hillegem ·
17,6: Leeuwergem ·
20,2: Zottegem ·
25,8: Roborst ·
27,5: Munkzwalm ·
30,0: Sint-Denijs-Boekel ·
32,5: Welden ·
34,7: Ename ·
37,5: Oudenaarde ·
41,0: Petegem ·
43,2: Elsegem ·
45,7: Anzegem ·
49,1: Sterhoek ·
53,8: Vichte ·
56,6: Deerlijk ·
59,8: Stasegem ·
63,3: Kortrijk
0,0: Denderleeuw ·
1,9: Iddergem ·
4,4: Okegem ·
7,5: Ninove ·
10,2: Eichem ·
12,1: Appelterre ·
13,4: Zandbergen ·
16,1: Idegem ·
17,8: Schendelbeke ·
21,7: Geraardsbergen ·
23,2: Overboelare ·
26,3: Acren · 
28,7: Lessen ·
29,8: Houraing ·
31,8: Papignies ·
33,5: La Cavée ·
35,4: Rebaix ·
39,9: Aat ·
42,1: Maffle ·
45,0: Mévergnies-Attre ·
46,5: Brugelette ·
48,3: Cambron-Casteau ·
52,1: Lens ·
55,6: Jurbeke ·
58,0: Erbisœul ·
66,7: Baudour ·
71,8: Saint-Ghislain